# جيم هوغلاند
جيم هوغلاند (بالإنجليزية: Jim Hoagland)‏ هو صحفي أمريكي، ولد في 22 يناير 1940.

## وصلات خارجية
- جيم هوغلاند على موقع إن إن دي بي (الإنجليزية)